# Премия имени Мины Миткойц
Премия имени Мины Виткойц (н.-луж. Myto Miny Witkojc, в.-луж. Myto Miny Witkojc, нем. Mina-Witkojc-Preis) — государственная премия федеральной земли Бранденбург, Германия.
Названа именем нижнелужицкой поэтессы Мины Виткойц.
Основана в 15 июня 2018 года Министерством науки, исследований и культуры федеральной земли Бранденбург. Целью премии является привлечение общественного внимания к языку и культуре лужицкого народа, проживающего в земле Бранденбург и способствование его культурному возрождению и самосознанию.
Присуждается общественному, научному, культурному деятелю, общественной организации или государственному учреждению за выдающийся вклад в области сохранения, использования, распространения и развития лужицких языков и особенно нижнелужицкого языка. Лауреаты избираются при содействии с сельскими муниципалитетами, где проживает лужицкое население.
Вручается 1 раз в два года. Призовой фонд составляет 5 тысяч евро.

## Лауреаты
- Детский сад «Mato Rizo» в городском районе Зилов (Жилов) в Котбусе (24.11.2018)
- Манфред Староста (2020)[2]